# Erik Cronvall
Erik Johan Cronvall (Hèlsinki, 3 d'abril, 1904 – Idem, 5 de setembre, 1979), va ser un director d'orquestra, violinista i pedagog musical finlandès.
Cronvall va estudiar violí a la "Helsinki Philharmonic Orchestra School", a l'"Hèlsinki Music Institute" i a París, Berlín i Viena. Cronvall va ser el violinista i concertino de l'Orquestra de la Ràdio des de la seva fundació el 1927-1953, i el director de llarga trajectòria de l'Orquestra Simfònica de la Ràdio des de 1944-1970. També va ser membre del trio "Linko–Cronvall–Selin" i del "Quartet Sibelius" que va fundar. A més de Cronvall, el trio incloïa el pianista Erkki Linko i el violoncel·lista Yrjö Selin.
Entre les seves altres obres, Cronvall va ensenyar tant a tocar el violí com a fer música en grup a l'Acadèmia Sibelius i va dirigir diverses orquestres amateurs. Les orquestres amateurs que va dirigir incloïen l'Orquestra de la Secció Uusimaa de la Universitat de Hèlsinki de 1926 a 1946 i l'Orquestra Soittajat de la Unió d'Estudiants de 1946 a 1966, cadascuna durant vint anys. Cronvall va rebre la medalla Pro Finlandia el 1965 i el títol de professor el 1968.
El cònjuge de Cronvall va ser la pianista Eevi Cronvall o.s. Voipio (1916–2009), amb qui Cronvall va actuar, entre altres coses, en concerts a duo, enregistraments radiofònics i setmanes Sibelius. El seu fill és el periodista Aarno Cronvall.